# Хореографические миниатюры (балет)
«Хореографические миниатюры» — спектакль в 3 отделениях. Либретто и постановка Леонида Якобсона.

## История создания
Хореографическая миниатюра — форма, которую любил балетмейстер Леонид Якобсон, в которой он работал с начала своей карьеры хореографа, к которой возвращался на протяжении всей жизни и которая дала название его собственной труппе. Свои первые миниатюры Якобсон создал учеником предпоследнего курса Ленинградского хореографического училища в 1925 году для себя и Веры Каминской — своей одноклассницы.
В 1958 году Леонид Якобсон начал ставить в Ленинградском театре оперы и балета имени С. М. Кирова программу «Хореографические миниатюры», в которую вошли созданные им ранее номера, поставленные как для солистов ленинградского театра, так и для солистов Большого театра. 12 миниатюр он поставил специально для этого спектакля, который «критики сравнивали со сборником стихов или новелл, где чередуются различные темы, жанры, образы». Через некоторое время после премьеры Якобсон стал исключать из программы «Хореографических миниатюр» номера «Мать» и «Последняя песнь». Их место занимали новые миниатюры.

## Сценическая жизнь

### Ленинградский театр оперы и балета имени С. М. Кирова
Премьера прошла 6 января 1959 года
Балетмейстер-постановщик Леонид Якобсон, художники по костюмам Симон Вирсаладзе и Татьяна Бруни, дирижёр-постановщик Юрий Гамалей
Миниатюры и исполнители
- «Последняя песнь» на музыку Мориса Равеля — Нинель Петрова
- «Конькобежцы» на музыку Бориса Кравченко — Любовь Войшнис, Игорь Чернышёв, Геннадий Селюцкий, (затем Нинель Кургапкина, Нонна Ястребова, Юрий Соловьёв, Сергей Викулов)
- «Тройка» на музыку Игоря Стравинского — Ирина Генслер, Ираида Утрецкая, Ольга Заботкина и Анатолий Гридин, (затем Виктория Потёмкина, Игорь Бельский)
- «Встреча» на музыку Бориса Кравченко — Любовь Войшнис и Юрий Мальцев, (затем Калерия Федичева, Нонна Звонарёва)
- «Сильнее смерти» на музыку Исаака Шварца — Анатолий Гридин, Юрий Мальцев и Игорь Чернышёв, (затем Игорь Бельский, Анатолий Сапогов, Юрий Егупов, Александр Грибов)
- «Снегурочка» на музыку Сергея Прокофьева — Ирина Колпакова, (затем Эмма Минчёнок, Галина Кекишева, Алла Сизова)
- «Прометей» на музыку В. Цытовича — Алла Осипенко и Аскольд Макаров, (затем Игорь Чернышёв)
- «Мать» на музыку Александра Скрябина — Ольга Моисеева, (затем Любовь Войшнис, Галина Иванова)
- «Подхалим» на музыку В. Цытовича — Константин Рассадин
- «Триптих на темы Родена» на музыку Клода Дебюсси:
  - «Вечная весна» — Нинель Петрова и Анатолий Нисневич, (затем Ирина Колпакова, Нонна Ястребова, Наталья Большакова, Елена Евтеева, Константин Шатилов, Сергей Викулов, Михаил Барышников)
  - «Поцелуй» — Алла Осипенко и Всеволод Ухов, (затем Алла Шелест, Наталия Макарова, Анатолий Нисневич, Александр Грибов, Никита Долгушин)
  - «Вечный идол» — Алла Шелест и Игорь Чернышёв, (затем Инна Зубковская, Ольга Моисеева, Маргарита Алфимова, Святослав Кузнецов, Игорь Уксусников)

Также в спектакль вошли миниатюры, поставленные в более ранние годы:
- «Слепая» на музыку Мануэля Понсе, в аранжировке Я. Хейфеца (1941) — Алла Шелест и Борис Брегвадзе, (затем Нинель Петрова, Эмма Минчёнок, Игорь Чернышёв, Константин Шатилов, Никита Долгушин, Геннадий Селюцкий)
- «Птица и охотник» на музыку Эдварда Грига (1940) — Эмма Минчёнок и Святослав Кузнецов, (затем Ирина Колпакова, Ксения Тер-Степанова, Людмила Алексеева, Борис Брегвадзе, Игорь Чернышёв, Александр Грибов, Геннадий Селюцкий, Сергей Бережной)
- «Альборада» на музыку Мориса Равеля (1946) — Наталия Дудинская и Игорь Бельский, (затем Ирина Генслер, Виктория Потёмкина, Юрий Умрихин)
- «Полишинель» на музыку Сергея Рахманинова (1947) — Константин Рассадин, (затем Александр Павловский)
- «Фантазия (Размышление)» на музыку Петра Чайковского (1948) — Алла Осипенко и Святослав Кузнецов (затем Всеволод Ухов, Анатолий Нисневич, Никита Долгушин; Наталия Макарова, Любовь Войшнис)
- «Мечта» на музыку Ференца Листа (1951) — Ирина Колпакова и Владлен Семёнов, (затем Ксения Тер-Степанова, Геннадий Селюцкий, Евгений Щербаков)
- «Венский вальс» на музыку Рихарда Штрауса (1954) — Наталия Дудинская и Константин Сергеев, (затем Нинель Кургапкина и Борис Брегвадзе, Татьяна Легат, Нонна Ястребова, Галина Кекишева, Святослав Кузнецов, Игорь Уксусников)
- «Бродяжка» на музыку Клода Дебюсси (1955) — Ирина Певзнер

В последующие годы были добавлены миниатюры:
- «Любительница абсента» на музыку Дмитрия Шостаковича (1959) — Наталия Дудинская
- «Баба-Яга» на музыку Модеста Мусоргского (1965) — Александр Лифшиц
- «Озорные бабы» («Малявинские бабы») на музыку Родиона Щедрина (1965) — Ирина Генслер и другие

Спектакль прошёл 73 раза
1960 — экранизация — фильм-балет, Ленинградская студия телевидения, режиссёры Аполлинарий Дудко и Леонид Якобсон